# Coupe de France féminine de cyclisme sur route 2019
 (mars 2019).
Cet article traite uniquement de la compétition féminine. Pour les résultats de la compétition masculine, voir Coupe de France de cyclisme sur route 2019.
Navigation
Coupe de France 2018 Coupe de France 2020
La Coupe de France féminine de cyclisme sur route 2019  est la 20e édition de la Coupe de France féminine de cyclisme sur route.

## Résultats
| Date         | Course                                        | Vainqueur           | Deuxième                             | Troisième                         |
| ------------ | --------------------------------------------- | ------------------- | ------------------------------------ | --------------------------------- |
| 14 avril     | Grand Prix Trévé-Le Ménec-Loudéac             | Audrey Cordon-Ragot | Clara Copponi                        | Marion Sicot                      |
| 1er mai      | Chrono 47 (Contre-la-montre par équipes)      | Team Breizh Ladies  | BioFrais-VC Saint-Julien-en-Genevois | Team Féminin Auvergne-Rhône-Alpes |
| 19 mai       | Grand Prix Fémin'Ain d'Izernore               | Annabel Fisher      | Marie Le Net                         | Camille Devi                      |
| 16 juin      | Classic Féminine de Vienne Nouvelle-Aquitaine | Clara Copponi       | Gladys Verhulst                      | Marine Quiniou                    |
| 3-4 août     | Tour de Charente-Maritime féminin             | Léa Curinier        | Typhaine Laurance                    | Lucie Jounier                     |
| 15 septembre | Classique Pyrénées                            | Léna Gérault        | Lucie Jounier                        | Émeline Eustache                  |

## Classement final
|     | Coureuse          | Points |
| --- | ----------------- | ------ |
| 1re | Lucie Jounier     | 506    |
| 2e  | Clara Copponi     | 355    |
| 3e  | Léa Curinier      | 336    |
| 4e  | Sandrine Bideau   | 314    |
| 5e  | Annabel Fisher    | 308    |
| 6e  | Émeline Eustache  | 271    |
| 7e  | Sophie Almeida    | 270    |
| 8e  | Ysoline Corbineau | 245    |
| 9e  | Marie Le Net      | 242    |
| 10e | Manon Sourys      | 228    |